# Piaski Rudnickie
Piaski Rudnickie – wieś Polsce położona w województwie łódzkim, w powiecie zgierskim, w gminie Głowno.
W latach 1975–1998 miejscowość administracyjnie należała do ówczesnego województwa łódzkiego.
Przed 2023 r. miejscowość była częścią wsi w Rudniczek.
We wsi znajduje się siedziba Stowarzyszenia na Rzecz Rozwoju Wsi Piaski Rudnickie (w siedzibie sołtysa).